# マッチ・ウェンロック
マッチ・ウェンロック（Much Wenlock）は、ウェスト・ミッドランズのシュロップシャーにあるタウン。
2012年のロンドンオリンピックのマスコットである「ウェンロック」は、この町の名前から来ている。
地質時代の古生代シルル紀のウェンロック世 は、この町にある石灰岩層のウェンロック層 に因む。